# بالیجالی
بالیجالی (به لاتین: Balıcallı یا Ballıcalı) یک منطقه مسکونی در جمهوری آذربایجان است که در شهرستان نفت‌چاله واقع شده است.